# 安吉科
安吉科是巴西托坎廷斯州的一个市镇。总面积438.703平方公里，总人口3045人，人口密度6.9人/平方公里。